# Nolina micrantha
Nolina micrantha là một loài thực vật có hoa trong họ Măng tây. Loài này được I.M.Johnst. mô tả khoa học đầu tiên năm 1943.

## Hình ảnh

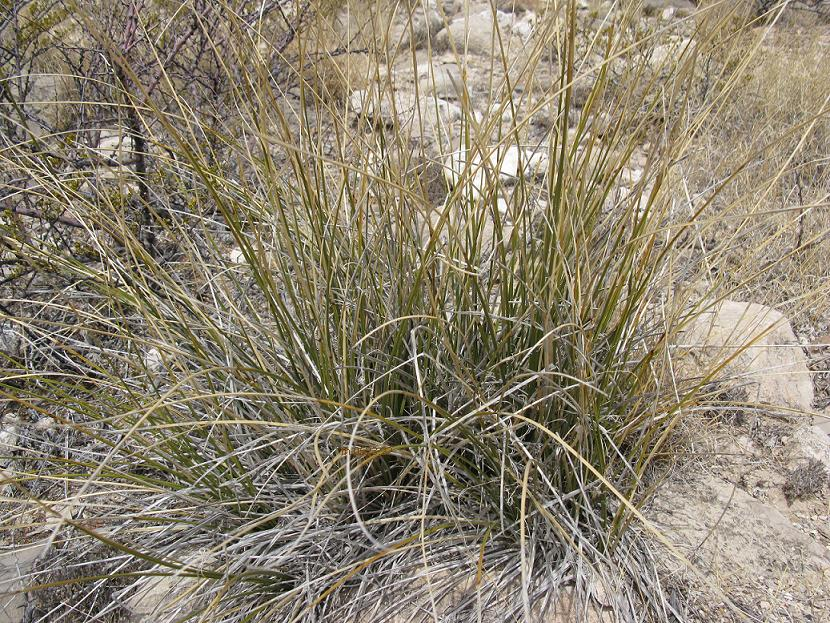
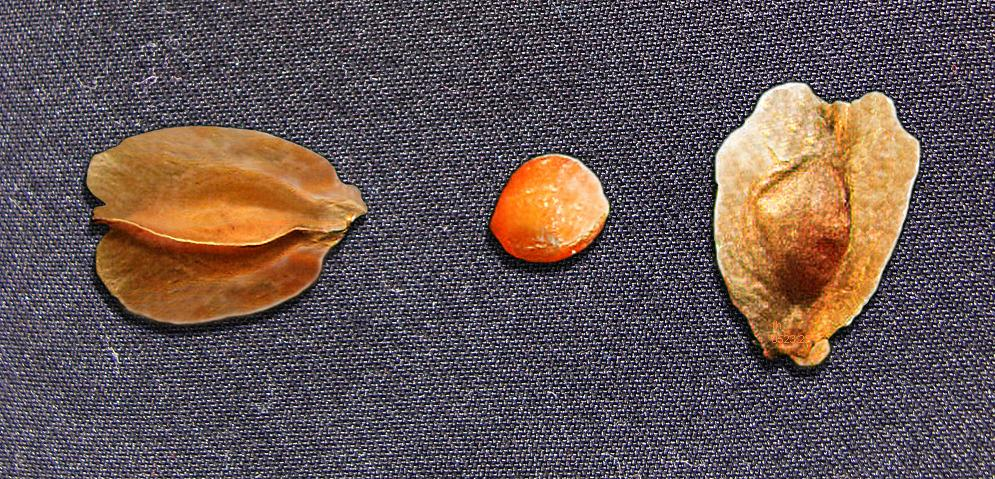
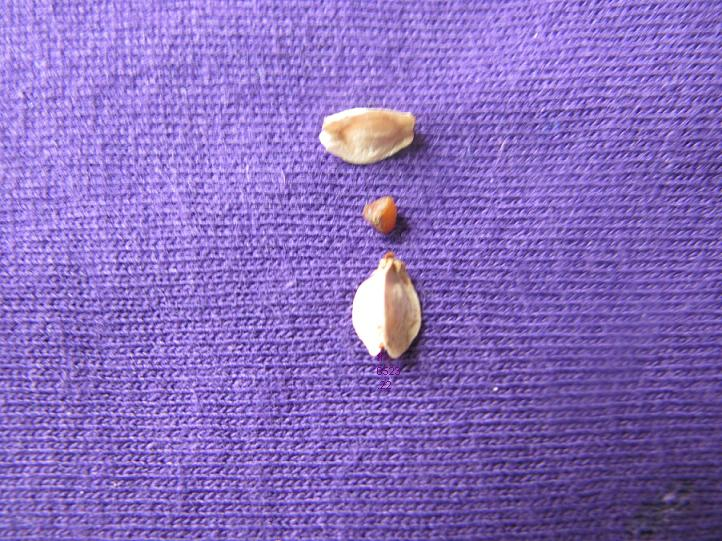
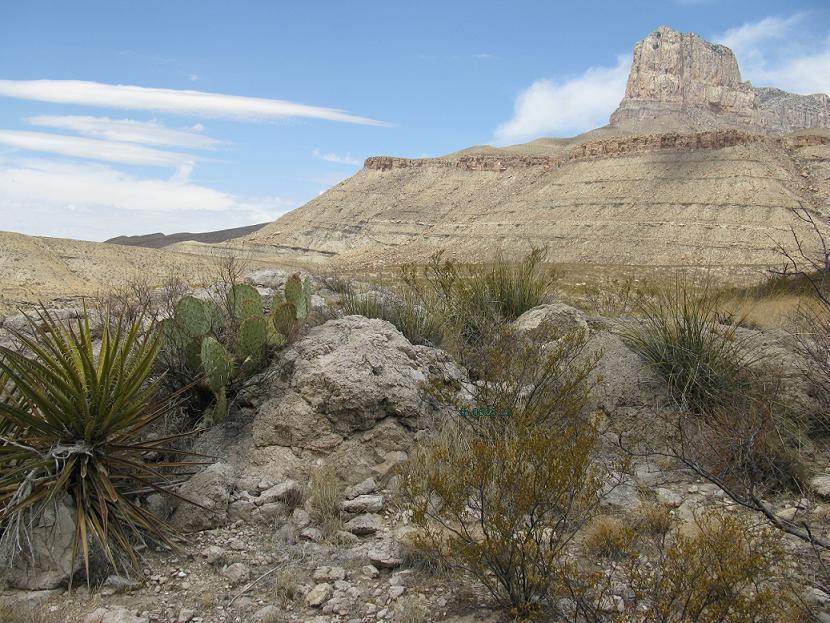